# Western & Southern Open 2021
Western & Southern Open 2021  là một giải quần vợt nam và nữ thi đấu trên mặt sân cứng ngoài trời diễn ra từ ngày 16–22 tháng 8 năm 2021, là một phần của US Open Series. Đây là một giải đấu Masters 1000 trong ATP Tour 2021 và WTA 1000 trong WTA Tour 2021.
Giải đấu năm 2021 là lần thứ 120 (nam) và lần thứ 93 (nữ) giải Cincinnati Masters được tổ chức và diễn ra tại Lindner Family Tennis Center ở Mason, ngoại ô phía bắc Cincinnati, Hoa Kỳ. Đây là lần đầu tiên giải đấu trở lại Ohio kể từ sau năm 2019 sau khi diễn ra tại Thành phố New York, New York ở năm 2020 do đại dịch COVID-19 tại Hoa Kỳ. Giải đấu diễn ra với số lượng đông đủ khán giả được yêu cầu xét nghiệm âm tính với COVID-19 hoặc được tiêm chủng đầy đủ.

## Điểm và tiền thưởng

### Phân phối điểm
| Sự kiện | VĐ   | CK  | BK  | TK  | Vòng 1/16 | Vòng 1/32 | Vòng 1/64 | Q  | Q2 | Q1 |
| Đơn nam | 1000 | 600 | 360 | 180 | 90        | 45        | 10        | 25 | 16 | 0  |
| Đôi nam | 1000 | 600 | 360 | 180 | 90        | 0         | —         | —  | —  | —  |
| Đơn nữ  | 900  | 585 | 350 | 190 | 105       | 60        | 1         | 30 | 20 | 1  |
| Đôi nữ  | 900  | 585 | 350 | 190 | 105       | 5         | —         | —  | —  | —  |

### Tiền thưởng
| Sự kiện  | VĐ       | CK       | BK       | TK      | Vòng 1/16 | Vòng 1/32 | Vòng 1/64 | Q2     | Q1     |
| Đơn nam  | $391,240 | $218,065 | $123,570 | $69,780 | $42,160   | $26,315   | $15,990   | $8,870 | $4,720 |
| Đơn nữ   | $255,220 | $188,945 | $100,250 | $47,820 | $24,200   | $15,330   | $12,385   | $7,258 | $3,745 |
| Đôi nam* | $72,680  | $50,880  | $34,890  | $23,620 | $16,000   | $10,900   | —         | —      | —      |
| Đôi nữ*  | $67,000  | $43,990  | $27,500  | $13,800 | $8,700    | $6,500    | —         | —      | —      |

*mỗi đội

## Nội dung đơn ATP

### Hạt giống
Dưới đây là những tay vợt được xếp loại hạt giống. Bảng xếp hạng vào ngày 9 tháng 8 năm 2021. Điểm trước vào ngày 16 tháng 8 năm 2021.
| Hạt giống | Xếp hạng | Tay vợt               | Điểm trước | Điểm bảo vệ 2019 hoặc 2020 | Điểm thắng | Điểm sau | Thực trạng                                   |
| --------- | -------- | --------------------- | ---------- | -------------------------- | ---------- | -------- | -------------------------------------------- |
| 1         | 2        | Daniil Medvedev       | 10,620     | 1,000                      | 360        | 9,980    | Bán kết thua trước Andrey Rublev [4]         |
| 2         | 3        | Stefanos Tsitsipas    | 8,350      | 360                        | 360        | 8,350    | Bán kết thua trước Alexander Zverev [3]      |
| 3         | 5        | Alexander Zverev      | 7,250      | 10                         | 1000       | 8,240    | Vô địch, đánh bại Andrey Rublev [4]          |
| 4         | 7        | Andrey Rublev         | 6,005      | 205                        | 600        | 6,400    | Á quân, thua trước Alexander Zverev [3]      |
| 5         | 8        | Matteo Berrettini     | 5,533      | 90                         | 90         | 5,533    | Vòng 3 thua trước Félix Auger-Aliassime [12] |
| 6         | 10       | Denis Shapovalov      | 3,625      | 45+90†                     | 10+45      | 3,580^   | Vòng 2 thua trước Benoît Paire               |
| 7         | 12       | Pablo Carreño Busta   | 3,260      | 115                        | 180        | 3,325    | Tứ kết thua trước Daniil Medvedev [1]        |
| 8         | 11       | Casper Ruud           | 3,310      | 35                         | 180        | 3,455    | Tứ kết thua trước Alexander Zverev [3]       |
| 9         | 13       | Hubert Hurkacz        | 3,253      | 10+250†                    | 90+45      | 3,128    | Vòng 3 thua trước Pablo Carreño Busta [7]    |
| 10        | 14       | Diego Schwartzman     | 2,980      | 90                         | 90         | 2,980    | Vòng 3 thua trước Casper Ruud [8]            |
| 11        | 15       | Jannik Sinner         | 2,745      | (40)‡                      | 45         | 2,750    | Vòng 2 thua trước John Isner                 |
| 12        | 17       | Félix Auger-Aliassime | 2,693      | 45                         | 180        | 2,828    | Tứ kết thua trước Stefanos Tsitsipas [2]     |
| 13        | 16       | Roberto Bautista Agut | 2,720      | 360                        | 10         | 2,405^   | Vòng 1 thua trước Grigor Dimitrov            |
| 14        | 18       | Alex de Minaur        | 2,600      | 90                         | 45         | 2,555    | Vòng 2 thua trước Gaël Monfils               |
| 15        | 19       | David Goffin          | 2,513      | 600                        | 10         | 1,933^   | Vòng 1 thua trước Guido Pella [PR]           |
| 16        | 20       | Cristian Garín        | 2,475      | 10                         | 10         | 2,510^   | Vòng 1 thua trước Tommy Paul [Q]             |

† Tay vợt có điểm bảo vệ từ Winston-Salem Open 2019, diễn ra trong tuần này năm 2019.
‡ Tay vợt không vượt qua vòng loại ở giải đấu năm 2019 hoặc năm 2020. Thay vào đó, điểm tốt nhất của lần 19 sẽ được thay thế vào.
^ Vì giải đấu năm 2021 là không bắt buộc, tay vợt thay thế điểm tốt nhất của lần 19 thay vì điểm thắng ở giải đấu.

### Vận động viên khác
Đặc cách:
- Mackenzie McDonald
- Andy Murray
- Brandon Nakashima[6]
- Frances Tiafoe[6]

Bảo toàn thứ hạng:
- Guido Pella

Vượt qua vòng loại:
- Carlos Alcaraz
- Kevin Anderson
- Richard Gasquet
- Marcos Giron
- Corentin Moutet
- Yoshihito Nishioka
- Tommy Paul

Thua cuộc may mắn:
- Dominik Koepfer

### Rút lui
Trước giải đấu
- Borna Ćorić → thay thế bởi  Sebastian Korda
- Novak Djokovic → thay thế bởi  Jan-Lennard Struff
- Roger Federer[7] → thay thế bởi  Federico Delbonis
- Adrian Mannarino → thay thế bởi  Miomir Kecmanović
- John Millman → thay thế bởi  Dominik Koepfer
- Rafael Nadal → thay thế bởi  Guido Pella
- Kei Nishikori → thay thế bởi  Laslo Đere
- Milos Raonic → thay thế bởi  Benoît Paire
- Dominic Thiem[8] → thay thế bởi  John Millman
- Stan Wawrinka[8] → thay thế bởi  Dušan Lajović

## Nội dung đôi ATP

### Hạt giống
| Quốc gia | Tay vợt              | Quốc gia | Tay vợt          | Xếp hạng1 | Hạt giống |
| -------- | -------------------- | -------- | ---------------- | --------- | --------- |
| CRO      | Nikola Mektić        | CRO      | Mate Pavić       | 3         | 1         |
| ESP      | Marcel Granollers    | ARG      | Horacio Zeballos | 12        | 2         |
| COL      | Juan Sebastián Cabal | COL      | Robert Farah     | 13        | 3         |
| USA      | Rajeev Ram           | GBR      | Joe Salisbury    | 19        | 4         |
| GER      | Kevin Krawietz       | ROU      | Horia Tecău      | 37        | 5         |
| AUS      | John Peers           | SVK      | Filip Polášek    | 37        | 6         |
| POL      | Łukasz Kubot         | BRA      | Marcelo Melo     | 37        | 7         |
| RSA      | Raven Klaasen        | JPN      | Ben McLachlan    | 51        | 8         |

- Bảng xếp hạng vào ngày 9 tháng 8 năm 2021.

### Vận động viên khác
Đặc cách: 
- Steve Johnson /  Austin Krajicek
- Nicholas Monroe /  Frances Tiafoe
- Denis Shapovalov /  Jack Sock

Thay thế:
- Marcelo Arévalo /  Fabio Fognini
- Aslan Karatsev /  Dušan Lajović

### Rút lui
Trước giải đấu
- Wesley Koolhof /  Jean-Julien Rojer → thay thế bởi  Wesley Koolhof /  Jan-Lennard Struff
- Nicolas Mahut /  Fabrice Martin → thay thế bởi  Filip Krajinović /  Fabrice Martin
- Jamie Murray /  Max Purcell  → thay thế bởi  Aslan Karatsev /  Dušan Lajović
- Denis Shapovalov /  Jack Sock → thay thế bởi  Marcelo Arévalo /  Fabio Fognini

## Nội dung đơn WTA

### Hạt giống
| Quốc gia | Tay vợt                  | Xếp hạng1 | Hạt giống |
| -------- | ------------------------ | --------- | --------- |
| AUS      | Ashleigh Barty           | 1         | 1         |
| JPN      | Naomi Osaka              | 2         | 2         |
| BLR      | Aryna Sabalenka          | 3         | 3         |
| UKR      | Elina Svitolina          | 5         | 4         |
| CZE      | Karolína Plíšková        | 6         | 5         |
| POL      | Iga Świątek              | 7         | 6         |
| CAN      | Bianca Andreescu         | 8         | 7         |
| ESP      | Garbiñe Muguruza         | 9         | 8         |
| CZE      | Barbora Krejčíková       | 10        | 9         |
| SUI      | Belinda Bencic           | 11        | 10        |
| CZE      | Petra Kvitová            | 12        | 11        |
| ROU      | Simona Halep             | 13        | 12        |
| USA      | Jennifer Brady           | 14        | 13        |
| BLR      | Victoria Azarenka        | 15        | 14        |
| BEL      | Elise Mertens            | 16        | 15        |
| RUS      | Anastasia Pavlyuchenkova | 17        | 16        |

- 1 Bảng xếp hạng vào ngày 9 tháng 8 năm 2021

### Vận động viên khác
Đặc cách:
- Caty McNally[9]
- Bernarda Pera[6]
- Sloane Stephens[10]
- Samantha Stosur[6]
- Jil Teichmann[6]

Miễn đặc biệt:
- Camila Giorgi

Vượt qua vòng loại:
- Caroline Garcia
- Leylah Annie Fernandez
- Hsieh Su-wei
- Jasmine Paolini
- Liudmila Samsonova
- Aliaksandra Sasnovich
- Heather Watson
- Zhang Shuai

Thua cuộc may mắn:
- Rebecca Peterson

### Rút lui
Trước giải đấu
- Sofia Kenin[6] → thay thế bởi  Magda Linette
- Anastasia Pavlyuchenkova → thay thế bởi  Rebecca Peterson
- Serena Williams[6] → thay thế bởi  Dayana Yastremska

Trong giải đấu
- Simona Halep

## Nội dung đôi WTA

### Hạt giống
| Quốc gia | Tay vợt            | Quốc gia | Tay vợt            | Xếp hạng1 | Hạt giống |
| -------- | ------------------ | -------- | ------------------ | --------- | --------- |
| TPE      | Hsieh Su-wei       | BEL      | Elise Mertens      | 3         | 1         |
| CZE      | Barbora Krejčíková | CZE      | Kateřina Siniaková | 11        | 2         |
| JPN      | Shuko Aoyama       | JPN      | Ena Shibahara      | 18        | 3         |
| USA      | Nicole Melichar    | NED      | Demi Schuurs       | 23        | 4         |
| CHI      | Alexa Guarachi     | USA      | Desirae Krawczyk   | 33        | 5         |
| CAN      | Gabriela Dabrowski | BRA      | Luisa Stefani      | 37        | 6         |
| TPE      | Chan Hao-ching     | TPE      | Latisha Chan       | 40        | 7         |
| CRO      | Darija Jurak       | SLO      | Andreja Klepač     | 44        | 8         |

- Bảng xếp hạng vào ngày 9 tháng 8 năm 2021.

### Vận động viên khác
Đặc cách:
- Magda Linette /  Bernarda Pera
- Emma Navarro /  Peyton Stearns

Bảo toàn thứ hạng:
- Anna Danilina /  Yaroslava Shvedova
- Ons Jabeur /  Sania Mirza
- Galina Voskoboeva /  Vera Zvonareva

### Rút lui
Trước giải đấu
- Sofia Kenin /  Jeļena Ostapenko → thay thế bởi  Jeļena Ostapenko /  Jil Teichmann
- Veronika Kudermetova /  Elena Vesnina → thay thế bởi  Anna Blinkova /  Aliaksandra Sasnovich

## Nhà vô địch

### Đơn nam
- Alexander Zverev đánh bại  Andrey Rublev, 6–2, 6–3

### Đơn nữ
- Ashleigh Barty đánh bại  Jil Teichmann, 6–3, 6–1

### Đôi nam
- Marcel Granollers /  Horacio Zeballos đánh bại  Steve Johnson /  Austin Krajicek, 7–6(7–5), 7–6(7–5)

### Đôi nữ
- Samantha Stosur /  Zhang Shuai đánh bại  Gabriela Dabrowski /  Luisa Stefani, 7–5, 6–3